# Groot-Brittannië op de Olympische Winterspelen 2018
Groot-Brittannië was een van de deelnemende landen aan de Olympische Winterspelen 2018 in Pyeongchang, Zuid-Korea.

## Medailleoverzicht
| Sport          | Olympiër          | Onderdeel      | Medaille |
| -------------- | ----------------- | -------------- | -------- |
| Skeleton       | Elizabeth Yarnold | vrouwen        | Goud     |
| Freestyleskiën | Isabel Atkin      | slopestyle (v) | Brons    |
| Skeleton       | Dominic Parsons   | mannen         | Brons    |
| Skeleton       | Laura Deas        | vrouwen        | Brons    |
| Snowboarden    | Billy Morgan      | big air (m)    | Brons    |

## Deelnemers en resultaten
(m) = mannen, (v) = vrouwen 

### Alpineskiën
| Olympiër                                            | Onderdeel        | Resultaat | Prestatie                                                       |
| --------------------------------------------------- | ---------------- | --------- | --------------------------------------------------------------- |
| Dave Ryding                                         | slalom (m)       | 9e        | 1e run: 49,09 (13e) 2e run: 51,07 (9e) totaal: 1.40,16 (+1,17)  |
| Laurie Taylor                                       | slalom (m)       | 26e       | 1e run: 51,08 (27e) 2e run: 52,33 (28e) totaal: 1.43,41 (+4,42) |
|                                                     |                  |           |                                                                 |
| Charlie Guest                                       | slalom (v)       | 33e       | 1e run: 55,44 (42e) 2e run: 52,82 (30e) totaal: 1.48,26 (+9,63) |
| Alex Tilley                                         | reuzenslalom (v) | DNF       | 1e run: niet gefinisht                                          |
| Alex Tilley                                         | slalom (v)       | DNF       | 1e run: niet gefinisht                                          |
|                                                     |                  |           |                                                                 |
| Charlie Guest Alex Tilley Dave Ryding Laurie Taylor | landenwedstrijd  | KF        | 1/8F: 2-2 Verenigde Staten KF: 2-2 Noorwegen                    |

### Biatlon
| Olympiër         | Onderdeel       | Resultaat | Prestatie                                 |
| ---------------- | --------------- | --------- | ----------------------------------------- |
| Amanda Lightfoot | individueel (v) | 73e       | 49.14,7 (+8.07,5) pen.: 6 (2 + 1 + 0 + 3) |
| Amanda Lightfoot | sprint (v)      | 67e       | 24.15,3 (+3.09,1) pen.: 3 (2 + 1)         |

### Bobsleeën
| Olympiër                                         | Onderdeel       | Resultaat | Prestatie                               |
| ------------------------------------------------ | --------------- | --------- | --------------------------------------- |
| Brad Hall Joel Fearon                            | tweemansbob (m) | 12e       | 3.18,34 (49,37 / 49,50 / 49,67 / 49,80) |
| Lamin Deen Andrew Matthews Toby Olubi Ben Simons | viermansbob (m) | 18e       | 3.18,29 (49,44 / 49,45 / 49,66 / 49,74) |
| Brad Hall Greg Cackett Joel Fearon Nick Gleeson  | viermansbob (m) | 17e       | 3.18,26 (49,25 / 49,68 / 49,64 / 49,69) |
|                                                  |                 |           |                                         |
| Mica McNeill Mica Moore                          | tweemansbob (v) | 8e        | 3.24,07 (50,77 / 50,95 / 51,16 / 51,19) |

### Curling
| Olympiër                                                             | Onderdeel | Resultaat | Prestatie |
| -------------------------------------------------------------------- | --------- | --------- | --- |
| Glenn Muirhead Thomas Muirhead Cameron Smith Kyle Smith Kyle Waddell | mannen    | 5e        | groepsfase 6 - 5 Zwitserland 6 - 4 Canada 6 - 5 Japan 6 - 8 Zweden 5 - 11 Zuid-Korea 7 - 6 Italië 7 - 6 Denemarken 10 - 3 Noorwegen 4 - 10 Verenigde Staten beslissingswedstrijd: 5 - 9 Zwitserland                             |
|                                                                      |           |           | |
| Vicki Adams Lauren Gray Eve Muirhead Kelly Schafer Anna Sloan        | vrouwen   | 4e        | groepsfase 10 - 3 Olympische atleten uit Rusland 4 - 7 Verenigde Staten 8 - 7 China 7 - 6 Denemarken 4 - 7 Zuid-Korea 6 - 8 Zweden 8 - 7 Zwitserland 8 - 6 Japan 6 - 5 Canada halve finale: 5 - 10 Zweden om brons: 3 - 5 Japan |

### Freestyleskiën
| Olympiër                   | Onderdeel      | Resultaat    | Prestatie                                                                |
| -------------------------- | -------------- | ------------ | ------------------------------------------------------------------------ |
| Lloyd Wallace              | aerials (m)    | kwalificatie | kwalificatie-1: 73.06 pnt (24e) kwalificatie-2: 73.06 - 100.03 pnt (14e) |
| Murray Buchan              | halfpipe (m)   | 14e          | kwalificatie: 66.00 - 65.40 (14e)                                        |
| Alexander Glavatsky-Yeadon | halfpipe (m)   | 26e          | kwalificatie: 10.80 - 15.00 (26e)                                        |
| Peter Speight              | halfpipe (m)   | 15e          | kwalificatie: 3.80 - 64.60 (15e)                                         |
| Tyler Harding              | slopestyle (m) | 29e          | kwalificatie: 20.00 - '21.00 (29e)                                       |
| James Woods                | slopestyle (m) | 4e           | kwalificatie: 90.20 - 19.60 (8e) finale: 29.20 - 91.00 - 90.00           |
|                            |                |              |                                                                          |
| Rowan Cheshire             | halfpipe (v)   | 7e           | kwalificatie: 74.00 - 71.40 (9e) finale: 75.40 - 17.80 - 13.60           |
| Molly Summerhayes          | halfpipe (v)   | 17e          | kwalificatie: 60.80 - '66.00 (17e)                                       |
| Emily Sarsfield            | skicross (v)   | KF           | plaatsingsronde: 22e (1.18,25) (+5,14) 1/8F, serie 6: 2e KF, serie 3: 4e |
| Isabel Atkin               | slopestyle (v) | Brons        | kwalificatie: 13.20 - 86.80 (4e) finale: 68.40 - 79.40 - 84.60           |
| Katie Summerhayes          | slopestyle (v) | 7e           | kwalificatie: 75.80 - 77.60 (10e) finale: 61.40 - 71.40 - 23.20          |

### Kunstrijden
| Olympiër                       | Onderdeel | Resultaat | Prestatie                                    |
| ------------------------------ | --------- | --------- | -------------------------------------------- |
| Penny Coomes Nicholas Buckland | ijsdansen | 11e       | 170.32 (korte kür: 68.36, vrije kür: 101.96) |

### Langlaufen
| Olympiër                     | Onderdeel             | Resultaat | Prestatie                      |
| ---------------------------- | --------------------- | --------- | ------------------------------ |
| Andrew Musgrave              | 15 km vrije stijl (m) | 28e       | 35.51,0 (+2.07,1)              |
| Andrew Musgrave              | 30 km skiatlon (m)    | 7e        | 1:16.45,7 (+25,7)              |
| Andrew Musgrave              | 50 km klassiek (m)    | 37e       | 2:20.57,9 (+12.35,8)           |
| Callum Smith                 | 15 km vrije stijl (m) | 75e       | 38.20,9 (+4.37,0)              |
| Callum Smith                 | 30 km skiatlon (m)    | 57e       | 1:23.49,9 (+7.29,9)            |
| Callum Smith                 | 50 km klassiek (m)    | 54e       | 2:27.56,3 (+19.34,2)           |
| Andrew Young                 | sprint (m)            | 45e       | kwalificatie: 3.21,50 (+12,96) |
| Andrew Young                 | 15 km vrije stijl (m) | 57e       | 37.13,1 (+3.29,2)              |
| Andrew Musgrave Andrew Young | teamsprint (m)        | 15e       | 16.30,62 (+31,78)              |
|                              |                       |           |                                |
| Annika Taylor                | 10 km vrije stijl (v) | 75e       | 30.52,9 (+5.52,4)              |
| Annika Taylor                | 15 km skiatlon (v)    | 60e       | 48.09,1 (+7.24,2)              |

### Rodelen
| Olympiër          | Onderdeel | Resultaat | Prestatie |
| ----------------- | --------- | --------- | --- |
| Adam Rosen        | mannen    | 22e       | run 1: 48,477 (+0,825) (25e) run 2: 48,410 (+0,785) (23e) run 3: 48,280 (+0,746) (23e) run 4: niet gekwalificeerd |
| Rupert Staudinger | mannen    | 33e       | run 1: 49,626 (+1,974) (33e) run 2: 49,259 (+1,634) (35e) run 3: 48,957 (+1,423) (32e) run 4: niet gekwalificeerd |

### Shorttrack
| Olympiër            | Onderdeel  | Resultaat | Prestatie                                                                |
| ------------------- | ---------- | --------- | ------------------------------------------------------------------------ |
| Joshua Cheetham     | 1000 m (m) | series    | serie 7: 3e (1.26,223)                                                   |
| Farrell Treacy      | 1000 m (m) | KF        | serie 1: 2e (1.26,762) KF, serie 3: 4e (1.25,080)                        |
| Farrell Treacy      | 1500 m (m) | DNF       | serie 1: niet gefinisht                                                  |
|                     |            |           |                                                                          |
| Elise Christie      | 500m (v)   | 4e        | serie 4: 1e (42,872) KF, serie 2: 1e (42,703 OR) A-finale: 4e (1.23,063) |
| Elise Christie      | 1000 m (v) | series    | serie 5: YC (gele kaart)                                                 |
| Elise Christie      | 1500 m (v) | HF        | serie 5: 1e (2.29,316) HF, serie 3: PEN (penalty)                        |
| Charlotte Gilmartin | 500 m (v)  | series    | serie 8: PEN (penalty)                                                   |
| Charlotte Gilmartin | 1000 m (v) | series    | serie 8: 3e (1.32,899)                                                   |
| Charlotte Gilmartin | 1500 m (v) | HF        | serie 3: 3e (2.29,005) HF, serie 2: 5e 3.00,691)                         |
| Kathryn Thomson     | 500m (v)   | series    | serie 2: 3e (1.08,896)                                                   |
| Kathryn Thomson     | 1000 m (v) | series    | serie 4: 4e (1.32,150)                                                   |
| Kathryn Thomson     | 1500 m (v) | series    | serie 2: 4e (2.32,891)                                                   |

### Skeleton
| Olympiër          | Onderdeel | Resultaat | Prestatie                               |
| ----------------- | --------- | --------- | --------------------------------------- |
| Dominic Parsons   | mannen    | Brons     | 3.22,20 (50,85 / 50,41 / 50,33 / 50,61) |
| Jerry Rice        | mannen    | 10e       | 3.24,24 (51,06 / 51,15 / 51,04 / 50,99) |
|                   |           |           |                                         |
| Laura Deas        | vrouwen   | Brons     | 3.27,90 (52,00 / 52,03 / 51,96 / 51,91) |
| Elizabeth Yarnold | vrouwen   | Goud      | 3.27,28 (51,66 / 52,30 / 51,86 / 51,46) |

### Snowboarden
| Olympiër           | Onderdeel          | Resultaat    | Prestatie                                                                          |
| ------------------ | ------------------ | ------------ | ---------------------------------------------------------------------------------- |
| Rowan Coultas      | big air (m)        | kwalificatie | kwalificatie, serie 1: 8e (81.00 -84.50)                                           |
| Rowan Coultas      | slopestyle (m)     | kwalificatie | kwalificatie, serie 2: 18e (23.20 - 23.58)                                         |
| Billy Morgan       | big air (m)        | Brons        | kwalificatie, serie 2: 6e (87.50 - 90.50) finale: 3e, 168.00 (JNS - 82.50 - 85.50) |
| Billy Morgan       | slopestyle (m)     | kwalificatie | kwalificatie serie 2: 10e (56.40 - 37.55)                                          |
| Jamie Nicholls     | big air (m)        | kwalificatie | kwalificatie, serie 1: 11e (30.00 -81.25)                                          |
| Jamie Nicholls     | slopestyle (m)     | kwalificatie | kwalificatie serie 1: 8e (71.56 - 36.90)                                           |
|                    |                    |              |                                                                                    |
| Aimee Fuller       | big air (v)        | kwalificatie | kwalificatie: 25e (25.00- 14.25)                                                   |
| Aimee Fuller       | slopestyle (v)     | 17e          | 34.63 - 41.43                                                                      |
| Zoe Gillings-Brier | snowboardcross (v) | KF           | kwalificatie: 17e (1e run: 1.20,99 - 2e run: 1.20,84) finale, serie 1: 4e          |